# Хубад, Само
Само Хубад (словен. Samo Hubad; 17 июля 1917, Любляна, Австро-Венгрия — 31 августа 2016, Скаручна, Средняя Словения, Словения) — югославский и словенский дирижёр. Сын композитора Матея Хубада.

## Биография
Учился композиции и дирижированию у Славко Остерца и Данило Швары, затем совершенствовал своё мастерство под руководством Карло Цекки и Вацлава Талихав Праге.
 
Как разносторонний музыкант, в юности он посвятил себя джазу и был участником первого оркестра Биг-бэнда Радио Любляны, который создал весной 1945 г. композитор Боян Адамич. 
На протяжении всей своей деятельности он был ведущим словенским дирижером. 
В 1942—1958 годах дирижировал оркестром оперы и балета в Любляне, а также в 1948—1952 годах был её директором.
 
В 1959—1964 годах Хубад был постоянным приглашенным дирижером в Загребской опере, а в 1955—1957 годах  был её главным дирижером. 
В 1947—1966 годах был главным дирижером Оркестра Словенской филармонии.

В 1966—1980 годах возглавлял Симфонический оркестр Словенского радио и телевидения.

Главное место в репертуаре Хубада занимали произведения композиторов Югославии и других славянских стран. Хубад — автор трио и квартета для духовых инструментов, пьесы «Видения» для скрипки с фортепиано, пассакальи для 2 фортепиано, музыки к спектаклю «Гамлет» Шекспира, псалма для смешанного хора, песен и др.
Маэстро Хубад сделал успешную международную карьеру. Гастролировал как оперный и симфонический дирижер в более чем 60 странах, в том числе в СССР в 1971 году. Он дирижировал оркестрами по всему миру, включая Мюнхенский, Будапештский, Варшавский, Бухарестский и Ленинградский филармонические оркестры, Токийский симфонический оркестр, оркестры радио Хельсинки, Парижа, Братиславы, Бухареста и Москвы, а также фестиваль Fiorigio. Он выступал в оперных театрах Белграда, дирижировал Загребской оперой на гастролях в Париже, Нидерландах и Италии и на сегодняшний день остается единственным словенским дирижером, работавшим в Театре Верди в Триесте.

## Признания и награды
Само Хубад получил несколько наград и признаний за свою работу. Он является пятикратным лауреатом премии «Орфей» Югославского радио и телевидения (JRT) за лучшие музыкальные записи, двукратным лауреатом Премии Фонда Прешерна, Премии Жупанчича, нескольких наград на югославских музыкальных фестивалях, Премии Союза словенских композиторов как заслуженного интерпретатора словенской музыки, Премия Югославской музыкальной трибуны в Опатии. В 1960 г. в честь него была издана споменица (книга, или сборник статей, опубликованных в память о достойном человеке) Хорватского национального театра. В список его признаний входят орден Югославии «За заслуги перед народом» с серебряными лучами и серебряный Почетный знак Свободы Республики Словения.